# Hiroaki Kunitake
Hiroaki Kunitake (en japonés: 國武大晃, Kunitake Hiroaki; Agui, 10 de febrero de 2002) es un deportista japonés que compite en snowboard.
Consiguió una medalla de plata en los X Games de Invierno Aspen 2024. Participó en dos Juegos Olímpicos de Invierno, en los años 2018 y 2022, ocupando el cuarto lugar en Pekín 2022, en la prueba de big air.

## Medallero internacional
| \| X Games de Invierno \| X Games de Invierno \| X Games de Invierno \| X Games de Invierno \| \| Año \| Lugar \| Medalla \| Prueba \| \| ------------------- \| ---------------------- \| ------------------- \| ------------------- \| \| 2024 \| Aspen (Estados Unidos) \| Medalla de plata \| Big air \| |                        |                  |         |
| X Games de Invierno |                        |                  |         |
| Año | Lugar                  | Medalla          | Prueba  |
| 2024 | Aspen (Estados Unidos) | Medalla de plata | Big air |